# Kalsaka (département)
Pour les articles homonymes, voir Kalsaka (homonymie).
Cet article concerne le département et la commune rurale. Pour le village chef-lieu, voir Kalsaka.
Kalsaka est un département et une commune rurale de la province du Yatenga, situé dans la région du Nord au Burkina Faso.

## Géographie

### Démographie
- En 2003, le département comptait 53 415 habitants estimés
- En 2006, le département comptait 51 408 habitants recensés[1].

## Administration

### Chef-lieu et préfecture
Le village de Kalsaka est le chef-lieu du département, administrativement dirigé par un préfet nommé par le gouvernement pour représenter localement l’État burkinabé. Sous l’autorité du haut-commissaire de la province et du gouverneur de la région, il organise les services déconcentrés de l’État, il prend en charge la gestion des espaces ruraux non urbanisés qui ne sont pas encore de compétence communale, ainsi que la concertation avec les autres collectivités voisine de la province ou la région, notamment pour les infrastructures et la protection de l'environnement et de la sécurité publique. La ville est également le chef-lieu de la province.
| Période | Période  | Identité | Fonction précédente | Observation |
| ------- | -------- | -------- | ------------------- | ----------- |
|         | En cours |          |                     |             |

### Mairie
| Période                                  | Période  | Identité | Étiquette | Qualité |
| ---------------------------------------- | -------- | -------- | --------- | ------- |
|                                          | en cours |          |           |         |
| Les données manquantes sont à compléter. |          |          |           |         |

### Villages
Le département et la commune rurale de Kalsaka est administrativement composé de cinquante-deux villages, dont le village chef-lieu homonyme (données de population actualisées en 2012, issues du recensement général de 2006) :
- Barma-Mossi (1 039 habitants)
- Barma-Yarcé (579 habitants)
- Béma-Mossi (1 961 habitants)
- Béma-Silmi-Mossi (2 402 habitants)
- Bérenga-Foulbé (1 688 habitants)
- Bérenga-Mossi (514 habitants)
- Bérenga-Silmi-Mossi (1 848 habitants)
- Boullé (813 habitants)
- Derga (1 204 habitants)
- Gnimassoum-Foulbé (161 habitants)
- Gombré-Sâaba (257 habitants)
- Gombré-Silmi-Mossi (1 532 habitants)
- Gonsin (1 191 habitants)
- Goungré (1 434 habitants)
- Goungré-Tangaye (1 661 habitants)
- Guenda (132 habitants)
- Iria-Mossi (369 habitants)
- Iria-Yarcé (494 habitants)
- Kalsaka (3 884 habitants)
- Kalsaka-Foulbé (51 habitants)
- Kalsaka-Silmi-Mossi (1 977 habitants)
- Kondilma (500 habitants)
- Macéré (223 habitants)
- Naradabaganga (721 habitants)
- Néma (521 habitants)
- Ouatinoma (399 habitants)
- Ouavoussé-Mossi (203 habitants)
- Ouavoussé-Silmi-Mossi (599 habitants)
- Ouembatinga (947 habitants)
- Ouembazaka (629 habitants)
- Ouilao (1 980 habitants)
- Outoum-Silmi-Mossi (618 habitants)
- Pouto-Yarcé (763 habitants)
- Réméné (848 habitants)
- Rima-Gouria (1 461 habitants)
- Rima-Mossi (1 986 habitants)
- Rondo (2 162 habitants)
- Rondoma-Mossi (354 habitants)
- Rondoma-Silmi-Mossi (492 habitants)
- Rongabanko (335 habitants)
- Sacré-Mossi (184 habitants)
- Sacré-Yarcé (299 habitants)
- Souilli (434 habitants)
- Tapré-Mossi (742 habitants)
- Tapré-Silmi-Mossi (294 habitants)
- Tibtenga (1 032 habitants)
- Tilligui (655 habitants)
- Touko (957 habitants)
- Touma (1 496 habitants)
- Toumouni (1 229 habitants)
- Zamdogo (1 382 habitants)
- Zongo (1 415 habitants)